# Christoph Moritz
Christoph Moritz (Düren-Birkesdorf, 1990. január 27.) német labdarúgó.

## Sikerei, díjai
- FC Schalke 04
  - Német kupa győztes (1): 2010–11
  - Német szuperkupa győztes (1): 2011